# Washington Wizards 2017-2018
La stagione 2017-2018 dei Washington Wizards è stata la 57ª stagione della franchigia nella NBA e la 45ª a Washington.

## Draft
Il Draft NBA 2017 si è tenuto il 22 giugno 2017 al Barclays Center a Brooklyn. I Wizards non possedevano scelte.

## Roster
| \| Pos. \| Num. \| Naz. \| Nome \| Altezza \| Peso \| Data nascita \| Provenienza \| \| ---- \| ---- \| ---- \| -------------------- \| ------- \| ------ \| ------------ \| --------------- \| \| G \| 3 \| \| Beal, Bradley (C) \| 195 cm \| 94 kg \| 28-06-1993 \| Florida \| \| P \| 8 \| \| Frazier, Tim \| 185 cm \| 77 kg \| 01-11-1990 \| Penn State \| \| C \| 13 \| \| Gortat, Marcin \| 211 cm \| 109 kg \| 17-02-1984 \| Polonia \| \| C \| 28 \| \| Mahinmi, Ian \| 211 cm \| 119 kg \| 05-11-1986 \| Francia \| \| AG \| 1 \| \| McCullough, Chris \| 206 cm \| 98 kg \| 05-02-1995 \| Syracuse \| \| G \| 20 \| \| Meeks, Jodie (S) \| 193 cm \| 95 kg \| 21-08-1987 \| Kentucky \| \| AG \| 5 \| \| Morris, Markieff \| 208 cm \| 111 kg \| 02-09-1989 \| Kansas \| \| G/AP \| 12 \| \| Oubre, Kelly \| 201 cm \| 93 kg \| 09-12-1995 \| Kansas \| \| AP \| 22 \| \| Porter, Otto \| 203 cm \| 90 kg \| 03-06-1993 \| Georgetown \| \| AP \| 7 \| \| Robinson, Devin (TW) \| 203 cm \| 91 kg \| 07-03-1995 \| Florida \| \| P/G \| 31 \| \| Satoranský, Tomáš \| 201 cm \| 95 kg \| 30-10-1991 \| Repubblica Ceca \| \| AG \| 30 \| \| Scott, Mike \| 203 cm \| 108 kg \| 16-07-1988 \| Virginia \| \| G \| 9 \| \| Sessions, Ramon \| 191 cm \| 86 kg \| 11-04-1986 \| Nevada \| \| AG/C \| 14 \| \| Smith, Jason \| 213 cm \| 109 kg \| 02-03-1986 \| Colorado State \| \| P \| 4 \| \| Lawson, Ty \| 180 cm \| 88 kg \| 03-11-1987 \| North Carolina \| \| P \| 2 \| \| Wall, John (C) \| 193 cm \| 95 kg \| 06-09-1990 \| Kentucky \| | Allenatore - Scott Brooks Assistente/i - Tony Brown - Chad Iske - Sidney Lowe - Mike Terpstra - Maz Trakh - David Adkins Legenda - (C) Capitano - (FA) Free agent - (S) Sospeso - (TW) Contratto Two-way - (GL) Assegnato a squadra G League affiliata - Infortunato Roster • Transazioni · Ultima transazione: 11 aprile 2018 |                        |                      |         |        |              |                 |
| Pos. | Num. | Naz.                   | Nome                 | Altezza | Peso   | Data nascita | Provenienza     |
| G | 3 | Stati Uniti (bandiera) | Beal, Bradley (C)    | 195 cm  | 94 kg  | 28-06-1993   | Florida         |
| P | 8 | Stati Uniti (bandiera) | Frazier, Tim         | 185 cm  | 77 kg  | 01-11-1990   | Penn State      |
| C | 13 | Polonia (bandiera)     | Gortat, Marcin       | 211 cm  | 109 kg | 17-02-1984   | Polonia         |
| C | 28 | Francia (bandiera)     | Mahinmi, Ian         | 211 cm  | 119 kg | 05-11-1986   | Francia         |
| AG | 1 | Stati Uniti (bandiera) | McCullough, Chris    | 206 cm  | 98 kg  | 05-02-1995   | Syracuse        |
| G | 20 | Stati Uniti (bandiera) | Meeks, Jodie (S)     | 193 cm  | 95 kg  | 21-08-1987   | Kentucky        |
| AG | 5 | Stati Uniti (bandiera) | Morris, Markieff     | 208 cm  | 111 kg | 02-09-1989   | Kansas          |
| G/AP | 12 | Stati Uniti (bandiera) | Oubre, Kelly         | 201 cm  | 93 kg  | 09-12-1995   | Kansas          |
| AP | 22 | Stati Uniti (bandiera) | Porter, Otto         | 203 cm  | 90 kg  | 03-06-1993   | Georgetown      |
| AP | 7 | Stati Uniti (bandiera) | Robinson, Devin (TW) | 203 cm  | 91 kg  | 07-03-1995   | Florida         |
| P/G | 31 | Rep. Ceca (bandiera)   | Satoranský, Tomáš    | 201 cm  | 95 kg  | 30-10-1991   | Repubblica Ceca |
| AG | 30 | Stati Uniti (bandiera) | Scott, Mike          | 203 cm  | 108 kg | 16-07-1988   | Virginia        |
| G | 9 | Stati Uniti (bandiera) | Sessions, Ramon      | 191 cm  | 86 kg  | 11-04-1986   | Nevada          |
| AG/C | 14 | Stati Uniti (bandiera) | Smith, Jason         | 213 cm  | 109 kg | 02-03-1986   | Colorado State  |
| P | 4 | Stati Uniti (bandiera) | Lawson, Ty           | 180 cm  | 88 kg  | 03-11-1987   | North Carolina  |
| P | 2 | Stati Uniti (bandiera) | Wall, John (C)       | 193 cm  | 95 kg  | 06-09-1990   | Kentucky        |

## Classifiche

### Southeast Division
| Southeast Division | Southeast Division | Southeast Division | Southeast Division | Southeast Division | Southeast Division | Southeast Division | Southeast Division | Southeast Division |
| Squadra            | V                  | S                  | V%                 | PR                 | Casa               | Trasf              | Div                | PG                 |
| ------------------ | ------------------ | ------------------ | ------------------ | ------------------ | ------------------ | ------------------ | ------------------ | ------------------ |
| y – Miami Heat     | 44                 | 38                 | .537               | 15,0               | 26–15              | 18–23              | 11–5               | 82                 |
| x – Wash. Wizards  | 43                 | 39                 | .524               | 16,0               | 23–18              | 20–21              | 8–8                | 82                 |
| Charlotte Hornets  | 36                 | 46                 | .439               | 23,0               | 21–20              | 15–26              | 11–5               | 82                 |
| Orlando Magic      | 25                 | 57                 | .305               | 34,0               | 17–24              | 8–33               | 4–11               | 82                 |
| Atlanta Hawks      | 24                 | 58                 | .293               | 35,0               | 16–25              | 8–33               | 5–11               | 82                 |

### Eastern Conference
| Eastern Conference | Eastern Conference        | Eastern Conference | Eastern Conference | Eastern Conference | Eastern Conference | Eastern Conference |
| #                  | Squadra                   | V                  | S                  | V%                 | PR                 | PG                 |
| ------------------ | ------------------------- | ------------------ | ------------------ | ------------------ | ------------------ | ------------------ |
| 1                  | c – Toronto Raptors *     | 59                 | 23                 | .720               | –                  | 82                 |
| 2                  | x – Boston Celtics        | 55                 | 27                 | .671               | 4,0                | 82                 |
| 3                  | x – Philadelphia 76ers    | 52                 | 30                 | .634               | 7,0                | 82                 |
| 4                  | y – Cleveland Cavaliers * | 50                 | 32                 | .610               | 9,0                | 82                 |
| 5                  | x – Indiana Pacers        | 48                 | 34                 | .585               | 11,0               | 82                 |
| 6                  | y – Miami Heat *          | 44                 | 38                 | .537               | 15,0               | 82                 |
| 7                  | x – Milwaukee Bucks       | 44                 | 38                 | .537               | 15,0               | 82                 |
| 8                  | x – Wash. Wizards         | 43                 | 39                 | .524               | 16,0               | 82                 |
|                    |                           |                    |                    |                    |                    |                    |
| 9                  | Detroit Pistons           | 39                 | 43                 | .476               | 20,0               | 82                 |
| 10                 | Charlotte Hornets         | 36                 | 46                 | .439               | 23,0               | 82                 |
| 11                 | N.Y. Knicks               | 29                 | 53                 | .354               | 30,0               | 82                 |
| 12                 | Brooklyn Nets             | 28                 | 54                 | .341               | 31,0               | 82                 |
| 13                 | Chicago Bulls             | 27                 | 55                 | .329               | 32,0               | 82                 |
| 14                 | Orlando Magic             | 25                 | 57                 | .305               | 34,0               | 82                 |
| 15                 | Atlanta Hawks             | 24                 | 58                 | .293               | 35,0               | 82                 |

## Calendario e risultati

### Playoff

#### Primo turno

##### (8) Washington Wizards – (1) Toronto Raptors
| Playoffs 2018                                | Playoffs 2018                                | Playoffs 2018                                | Playoffs 2018                                | Playoffs 2018                                | Playoffs 2018                                | Playoffs 2018                                | Playoffs 2018                                | Playoffs 2018                                |
| Primo turno: 2–4 (Casa: 2–1; Trasferta: 0–3) | Primo turno: 2–4 (Casa: 2–1; Trasferta: 0–3) | Primo turno: 2–4 (Casa: 2–1; Trasferta: 0–3) | Primo turno: 2–4 (Casa: 2–1; Trasferta: 0–3) | Primo turno: 2–4 (Casa: 2–1; Trasferta: 0–3) | Primo turno: 2–4 (Casa: 2–1; Trasferta: 0–3) | Primo turno: 2–4 (Casa: 2–1; Trasferta: 0–3) | Primo turno: 2–4 (Casa: 2–1; Trasferta: 0–3) | Primo turno: 2–4 (Casa: 2–1; Trasferta: 0–3) |
| Partita                                      | Data                                         | Avversario                                   | Punteggio                                    | Più punti                                    | Più rimbalzi                                 | Più assist                                   | Spettatori                                   | Serie                                        |
| -------------------------------------------- | -------------------------------------------- | -------------------------------------------- | -------------------------------------------- | -------------------------------------------- | -------------------------------------------- | -------------------------------------------- | -------------------------------------------- | -------------------------------------------- |
| 1                                            | 14 aprile                                    | @ Toronto Raptors                            | S 106–114                                    | John Wall (21)                               | Markieff Morris (11)                         | John Wall (15)                               | Air Canada Centre 19.937                     | 0–1                                          |
| 2                                            | 17 aprile                                    | @ Toronto Raptors                            | S 119–130                                    | John Wall (29)                               | Kelly Oubre (5)                              | John Wall (9)                                | Air Canada Centre 20.242                     | 0–2                                          |
| 3                                            | 20 aprile                                    | Toronto Raptors                              | V 122–103                                    | John Wall, Bradley Beal (28)                 | Otto Porter (8)                              | John Wall (14)                               | Capital One Arena 20.356                     | 1–2                                          |
| 4                                            | 22 aprile                                    | Toronto Raptors                              | V 106–98                                     | Bradley Beal (31)                            | Gortat, Porter, Wall (6)                     | John Wall (14)                               | Capital One Arena 20.356                     | 2–2                                          |
| 5                                            | 25 aprile                                    | @ Toronto Raptors                            | S 98–108                                     | John Wall (26)                               | Marcin Gortat (12)                           | John Wall (9)                                | Air Canada Centre 19.987                     | 2–3                                          |
| 6                                            | 27 aprile                                    | Toronto Raptors                              | S 92–102                                     | Bradley Beal (32)                            | Markieff Morris (15)                         | John Wall (8)                                | Capital One Arena 20.356                     | 2–4                                          |

## Mercato

### Free Agency

#### Prolungamenti contrattuali
| Giocatore   | Contratto                         |
| ----------- | --------------------------------- |
| Otto Porter | 4 anni – 106,5 milioni di dollari |
| John Wall   | 4 anni – 170 milioni di dollari   |

#### Acquisti
| Giocatore      | Contratto                       | Provenienza         |
| -------------- | ------------------------------- | ------------------- |
| Mike Young     | Contratto Two-way               | Pittsburgh Panthers |
| Mike Scott     | 1 anno – 1,7 milioni di dollari | Atlanta Hawks       |
| Jodie Meeks    | 2 anni – 6,7 milioni di dollari | Orlando Magic       |
| Devin Robinson | Contratto Two-way               | Florida Gators      |
| Carrick Felix  | 1 anno – 1,3 milioni di dollari | Utah Jazz           |
| Ramon Sessions | 1 anno – 0,3 milioni di dollari | N.Y. Knicks         |

#### Cessioni
| Giocatore        | Motivo     | Nuova squadra     |
| ---------------- | ---------- | ----------------- |
| Trey Burke       | Free Agent | N.Y. Knicks       |
| Bojan Bogdanović | Free Agent | Indiana Pacers    |
| Brandon Jennings | Free Agent | Shanxi B. Dragons |
| Carrick Felix    | Rilasciato | Melbourne United  |
| Mike Young       | Rilasciato | N. Arizona Suns   |

### Scambi
| 21 giugno 2017 | Wash. Wizards Tim Frazier | N.O. PelicansScelta 2º giro Draft 2017 |